# 虞寄
虞寄（510年—579年），字次安，會稽餘姚人，南北朝南梁、南陳官员。
虞寄的祖父虞權是南梁的廷尉卿、永嘉太守，父親虞檢則是平北將軍始興王蕭憺的諮議參軍，長兄南陳中書舍人虞荔。虞寄自幼聰明，幾歲時曾有客人探望父親，看到虞寄就笑他：「你姓虞，一定欠缺智慧。」他回答：「你不分清楚文字，難道你也欠缺智慧？」客人十分慚愧，進去和他父親說：「你的兒子並非常人，文舉應對的說話也比不上他。」長大後的虞寄好學，擅長文章，個性淡泊，有避世的志香。成年後獲推舉為秀才，考得好成績，從宣城王國左常侍起家。大同年間，遇上驟雨，宮殿前經常有雜色的寶珠，梁武帝看到後神情歡喜，虞寄就呈上《瑞雨頌》。武帝對他的兄長虞荔說：「這首詩文字脫俗，是大臣中的的陸雲，應該如何擢升？」他聽到了，歎道：「這樣美好的描述，是表達太平盛世的情懷，不是藉此買名求仕的。」於是閉門稱病，以讀書自娛。岳陽王蕭詧出任會稽太守，招引虞寄任職行參軍，遷官記室參軍，領郡五官掾；又轉為中記室，依然領五官掾。在職期間將煩苛事務簡化，只求大體，官署內整天寂靜。
侯景之亂發生，虞寄伴隨兄長虞荔入臺，除官鎮南將軍湘東王蕭繹的諮議參軍，加貞威將軍。建康陷落，他逃回家鄉；張彪到臨川，強迫他同行，他和張彪將領鄭瑋同船隨行，鄭瑋層不順張彪，就擄去虞寄出奔晉安，當時陳寶應佔據閩中，得到寄虞寄十分高興。陳霸先平定侯景，虞寄勸陳寶應主動攀附，他同意並派使者投誠。承聖元年（552年），除授和戎將軍、中書侍郎。陳寶應愛才，藉詞道路阻隔不讓他出任，每次招引他擔任幕僚，委派文事，他都辭讓，於是獲免。及後陳寶應娶留異的女兒為妻子，陰謀謀反，虞寄略微知道陳寶應意向，在言談之間陳述臣民順從道理，略帶隱語規勸，但陳寶應總推說其他事情；陳寶應又曾叫部下朗誦《漢書》，自己伏著休息聆聽，說到蒯通遊說韓信「看你的背，卻是貴不可言。」陳寶應突然起來說：「真是智士。」唯虞寄嚴肅地說：「他令酈寄背叛，讓韓信驕傲，不能夠稱為有智慧；怎比得上班彪寫《王命論》，知道天命所歸嗎？」
他知道陳寶應不聽勸諫，害怕將會惹禍，就穿上居士服裝拒絕，經常在東山寺居住，裝作腳病不能站立。陳寶應認為他找藉口，就派人燒掉他的居所，虞寄依然躺臥不動，親友把他扶出來，他說：「我的性命沒有依靠，可以到哪兒避難？」縱火的人立刻自己救火，陳寶應自此信以為真。到及留異舉兵，陳寶應提供兵卒，虞寄寫信大力勸諫，令陳寶應非常生氣。有人對陳寶應說：「虞公病重了，說話多錯處。」於是他減少懷疑虞寄，也因為虞寄有民望，就寬恕他。到陳寶應被南陳軍隊打敗，連夜到蒲田，就對他的兒子陳扞秦說：「早知道聽虞寄的話，就不會淪落到今天。」陳扞秦只會哭泣。陳寶應被擒，和他有來往的賓客都被殺，只有虞寄有先見之明避免災禍。當初有僧人慧摽才思敏捷，得知陳寶應起兵就送給他一首五言詩：「送馬猶臨水，離旗稍引風，好看今夜月，當入紫微宮。」陳寶應看到後很高興，慧摽送給虞寄看，而他看了一下就停止，神情凝重無言。慧摽走後，他對親友說：「他既然以此開始，必定以此結束。」最後慧摽也被殺。
陳文帝很快命令都督章昭達安排虞寄入朝，他來到後，即時得到文帝引見，對他說：「管寧你還好嗎。」慰勞的心情顯而易見，不久文帝對到仲舉說：「衡陽王陳伯山出閣，雖然尚未設置府僚，但總要有人跟隨擔任書記，需要找尋老成博學而有德行的人。」到仲舉來不及回應，文帝已經再說：「我已經有人選。」親自下詔起用虞寄，虞寄入朝致謝，文帝對他說：「讓你屈就衡陽王府，不只是因為文事，而是想你當衡陽王的老師。」不久兼任散騎常侍，出使北齊，虞寄藉老病推辭不成行，擔任國子博士，很快又上表情求辭職回鄉，文帝優待詔命回應，讓他東回，又除授東揚州別駕，虞寄又以病推辭。陳宣帝即位，徵用他出任揚州治中、尚書左丞，沒有就任；再授除東中郎建安王陳叔卿的諮議，加戎昭將軍，再次以病推辭，不想日夜陪伴。於是建安王特令停止王府公事，有疑議才請他決定，只需要他初一和十五修書致意。太建八年（576年）加太中大夫，仍然擔任將軍，到太建十一年（579年）去世，虛齡七十。
虞寄自年輕就純正踏實，行事仁愛寬厚，對童仆也沒有給以臉色，在危急時亦堅守節操，說話語氣嚴肅，不怕刀劍威脅。自從他流落南方、和兄長虞荔分開後就患上氣病，每次得到兄長的書信，都會氣喘加劇，有時到達危殆的地步。他任職官位不到幾年數月，尚未任滿就自己請求解任，經常說：「知足的人不會受辱，我知足了。」因病辭官回家後，每逢諸侯王任職州將，一定到他家門下車拜訪致禮，虞寄命人放下鞭板，用几杖陪坐。他時常出遊到福晉寺院，鄉里互相告之，老少也聚集一起向他叩拜。人們定下約誓，會說像虞寄就代表不會欺騙，他的品德行為令人感動，唯獨他的文章因戰亂大多散失。

## 引用
1. 1 2  《陳書·卷十九·列傳第十三》：寄字次安，少聰敏。年數歲，客有造其父者，遇寄於門，因嘲之曰︰「郎君姓虞，必當無智。」寄應聲答曰：「文字不辨，豈得非愚？」客大慚。入謂其父曰：「此子非常人，文舉之對不是過也。」
2. 1 2  《南史·卷六十九·列傳五十九》：虞荔字山披，會稽余姚人也。祖權，梁廷尉卿、永嘉太守。父檢，平北始興王諮議參軍。……第二弟寄……寄字次安，少聰敏。年數歲，客有造其父，遇寄於門，嘲曰：「郎子姓虞，必當無智。」寄應聲曰：「文字不辨，豈得非愚！」客大慚。入謂其父：「此子非常人，文舉之對，不是過也。」
3. ↑  《陳書·卷十九·列傳第十三》：。及長，好學，善屬文。性沖靜，有栖遁之志。弱冠舉秀才，對策高第。起家梁宣城王國左常侍。大同中，嘗驟雨，殿前往往有雜色寶珠，梁武觀之甚有喜色，寄因上瑞雨頌。帝謂寄兄荔曰：「此頌典裁清拔，卿家之士龍也。將如何擢用？」寄聞之，歎曰：「美盛德之形容，以申擊壤之情耳。吾豈買名求仕者乎？」乃閉門稱疾，唯以書籍自娛。岳陽王為會稽太守，引寄為行參軍，遷記室參軍，領郡五官掾。又轉中記室，掾如故。在職簡略煩苛，務存大體，曹局之內，終日寂然。
4. ↑  《南史·卷六十九·列傳五十九》：及長，好學，善屬文。性沖靜，有棲遁志。弱冠舉秀才，對策高第。起家梁宣城王國左常侍。大同中，嘗驟雨，殿前往往有雜色寶珠，梁武觀之，甚有喜色，寄因上瑞雨頌。帝謂寄兄荔曰：「此頌典裁清拔，卿之士龍也，將如何擢用？」寄聞之歎曰：「美盛德之形容，以申擊壤之情耳，吾豈買名求仕者乎？」乃閉門稱疾，唯以書籍自娛。岳陽王察為會稽太守，寄為中記室，領郡五官掾。在職簡略煩苛，務存大體，曹局之內，終日寂然。
5. ↑  《陳書·卷十九·列傳第十三》：侯景之亂，寄隨兄荔入臺，除鎮南湘東王諮議參軍，加貞威將軍。京城陷，遁還鄉里。及張彪往臨川，彊寄俱行，寄與彪將鄭瑋同舟而載，瑋嘗忤彪意，乃劫寄奔于晉安。時陳寶應據有閩中，得寄甚喜。高祖平侯景，寄勸令自結，寶應從之，乃遣使歸誠。承聖元年，除和戎將軍、中書侍郎，寶應愛其才，託以道阻不遣。每欲引寄為僚屬，委以文翰，寄固辭，獲免。
6. ↑  《南史·卷六十九·列傳五十九》：侯景之亂，寄隨兄荔入台，及城陷，遁還鄉里。張彪往臨川，強寄俱行。寄與彪將鄭瑋同舟而載，瑋嘗忤彪意，乃劫寄奔晉安。時陳寶應據有閩中，得寄甚喜。陳武帝平侯景，寄勸令自結，寶應從之，乃遣使歸誠。承聖元年，除中書侍郎，寶應愛其才，托以道阻不遣。每欲引寄為僚屬，委以文翰，寄固辭獲免。
7. ↑  《陳書·卷十九·列傳第十三》：及寶應結婚留異，潛有逆謀，寄微知其意，言說之際，每陳逆順之理，微以諷諫，寶應輒引說他事以拒之。又嘗令左右誦漢書，臥而聽之，至蒯通說韓信曰「相君之背，貴不可言」，寶應蹶然起曰「可謂智士」。寄正色曰：「覆酈驕韓，未足稱智；豈若班彪王命，識所歸乎？」
8. ↑  《南史·卷六十九·列傳五十九》：及寶應結昏留異，潛有逆謀，寄微知其意，言說之際，每陳逆順之理，微以諷諫。寶應輒引說他事以拒之。又嘗令左右讀漢書，臥而聽之，至蒯通說韓信曰：「相君之背，貴不可言」，寶應蹶然起曰：「可謂智士。」寄正色曰：「覆酈驕韓，未足稱智，豈若班彪王命識所歸乎？」
9. ↑  《陳書·卷十九·列傳第十三》：寄知寶應不可諫，慮禍及己，乃為居士服以拒絕之。常居東山寺，偽稱腳疾，不復起，寶應以為假託，使燒寄所臥屋，寄安臥不動。親近將扶寄出，寄曰：「吾命有所懸，避欲安往？」所縱火者，旋自救之。寶應自此方信。
10. ↑  《南史·卷六十九·列傳五十九》：寄知寶應不可諫，慮禍及己，乃為居士服以拒絕之。常居東山寺，偽稱腳疾，不復起。寶應以為假託，遣人燒寄所臥屋，寄安臥不動。親近將扶寄出，寄曰：「吾命有所懸，避欲安往？」所縱火者，旋自救之。寶應自此方信之。
11. ↑  《陳書·卷十九·列傳第十三》：及留異稱兵，寶應資其部曲，寄乃因書極諫……寶應覽書大怒。或謂寶應曰：「虞公病勢漸篤，言多錯謬。」寶應意乃小釋。亦為寄有民望，且優容之。及寶應敗走，夜至蒲田，顧謂其子扞秦曰：「早從虞公計，不至今日。」扞秦但泣而已。寶應既擒，凡諸賓客微有交涉者，皆伏誅，唯寄以先識免禍。
12. ↑  《南史·卷六十九·列傳五十九》：及留異稱兵，寶應資其部曲，寄乃因書極諫……寶應覽書大怒。或謂寶應曰：「虞公病篤，言多錯謬。」寶應意乃小釋。亦以寄人望，且容之。及寶應敗走，夜至蒲田，顧謂其子扞秦曰：「早從虞公計，不至今日。」扞秦但泣而已。寶應既禽，凡諸賓客微有交涉者皆誅，唯寄以先識免禍。
13. ↑  《陳書·卷十九·列傳第十三》：初，沙門慧摽涉獵有才思，及寶應起兵，作五言詩以送之，曰：「送馬猶臨水，離旗稍引風，好看今夜月，當入紫微宮。」寶應得之甚悅。慧摽賚以示寄，寄一覽便止，正色無言。摽退，寄謂所親曰：「摽公既以此始，必以此終。」後竟坐是誅。
14. ↑  《南史·卷六十九·列傳五十九》：初，沙門慧標涉獵有才思，及寶應起兵，作五言詩以送之曰：「送馬猶臨水，離旗稍引風。好看今夜月，當照紫微宮。」寶應得之甚悅。慧標以示寄，寄一覽便止，正色無言。慧標退，寄謂所親曰：「標公既以此始，必以此終。」後竟坐是誅。
15. ↑  《陳書·卷十九·列傳第十三》：文帝尋敕都督章昭達以理發遣，令寄還朝。及至，即日引見，謂寄曰：「管寧無恙。」其慰勞之懷若此。頃之，文帝謂到仲舉曰：「衡陽王既出閤，雖未置府僚，然須得一人旦夕遊處，兼掌書記，宜求宿士有行業者。」仲舉未知所對，文帝曰：「吾自得之。」乃手敕用寄。寄入謝，文帝曰：「所以蹔屈卿遊藩者，非止以文翰相煩，乃令以師表相事也。」尋兼散騎常侍，聘齊，寄辭老疾，不行，除國子博士。頃之，又表求解職歸鄉里，文帝優旨報答，許其東還。仍除東揚州別駕，寄又以疾辭。高宗即位，徵授揚州治中及尚書左丞，並不就。乃除東中郎建安王諮議，加戎昭將軍，又辭以疾，不任旦夕陪列。王於是特令停王府公事，其有疑議，就以決之，但朔望牋修而已。太建八年加太中大夫，將軍如故。十一年卒，時年七十。
16. ↑  《南史·卷六十九·列傳五十九》：文帝尋敕都督章昭達發遣寄還朝，及至，謂曰：「管寧無恙，甚慰勞懷。」頃之，帝謂到仲舉曰：「衡陽王既出合，須得一人旦夕遊處，兼掌書記，宜求宿士有行業者。」仲舉未知所對，帝曰：「吾自得之。」乃手敕用寄。寄入謝，帝曰：「所以暫屈卿遊蕃，非止以文翰相煩，乃令以師表相事也。」後除東中郎建安王諮議，加戎昭將軍。寄乃辭以疾，不堪旦夕陪列。王於是令長停公事，其有疑議，就以決之，但朔旦箋修而已。太建八年，加太中大夫，後卒。
17. ↑  《陳書·卷十九·列傳第十三》：寄少篤行，造次必於仁厚，雖僮豎未嘗加以聲色，至於臨危執節，則辭氣凜然，白刃不憚也。自流寓南土，與兄荔隔絕，因感氣病，每得荔書，氣輒奔劇，危殆者數矣。前後所居官，未嘗至秩滿，纔期年數月，便自求解退。常曰：「知足不辱，吾知足矣。」及謝病私庭，每諸王為州將，下車必造門致禮，命釋鞭板，以几杖侍坐。常出遊近寺，閭里傳相告語，老幼羅列，望拜道左。或言誓為約者，但指寄便不欺，其至行所感如此。所製文筆，遭亂多不存。
18. ↑  《南史·卷六十九·列傳五十九》：寄少篤行，造次必于仁厚，雖僮豎未嘗加以聲色。至臨危執節，則辭氣凜然，白刃不憚也。自流寓南土，與兄荔隔絕，因感氣病。每得荔書，氣輒奔劇，危殆者數矣。前後所居官，未嘗至秩滿，裁期月，便自求解退。常曰：「知足不辱，吾知足矣。」及謝病私庭，每諸王為州將，下車必造門致禮，命釋鞭板，以几杖侍坐。嘗出遊近寺，閭里傳相告語，老幼羅列，望拜道左。或言誓為約者，但指寄便不欺，其至行所感如此。所制文筆，遭亂並多散失。